# William Scheuneman Kenyon
William Scheuneman Kenyon (* 13. Dezember 1820 in Catskill, New York; † 10. Februar 1896 in Kingston, New York) war ein US-amerikanischer Jurist und Politiker. Zwischen 1859 und 1861 vertrat er den Bundesstaat New York im US-Repräsentantenhaus.

## Werdegang
William Scheuneman Kenyon wurde ungefähr fünfeinhalb Jahre nach dem Ende des Britisch-Amerikanischen Krieges in Catskill geboren. Er besuchte eine private Akademie in Catskill und die Kinderhook Academy. 1842 graduierte er am Rutgers College in New Brunswick (New Jersey). Er studierte Jura in Kingston. Seine Zulassung als Anwalt erhielt er 1846 in Albany und begann dann in Kingston zu praktizieren. Er war einer der Gründer der Ulster County Savings Bank und war 44 Jahre lang als Trustee tätig. Politisch gehörte er der Republikanischen Partei an.
Bei den Kongresswahlen des Jahres 1858 für den 36. Kongress wurde Kenyon im elften Wahlbezirk von New York in das US-Repräsentantenhaus in Washington, D.C. gewählt, wo er am 4. März 1859 die Nachfolge von William Fiero Russell antrat. Da er auf eine erneute Kandidatur im Jahr 1860 verzichtete, schied er nach dem 3. März 1861 aus dem Kongress aus.
Nach seiner Kongresszeit war er wieder als Anwalt tätig. Er nahm 1872 und 1876 als Delegierter an den Republican National Conventions teil. Zwischen 1883 und 1889 war er Richter im Ulster County. Er hatte viele Jahre lang den Vorsitz im Republican County Committee. Am 10. Februar 1896 verstarb er in Kingston und wurde dann auf dem Wiltwyck Rural Cemetery beigesetzt.